# اندیس حاجی‌آباد زرین
حاجی آباد زرین یک اندیس فلزی است که در حوالی شهر زرین استان یزد قرار دارد و مادهٔ معدنی موجود در آن، سرب و روی است.  